# 剑峰镇
剑峰镇，原为剑峰乡，是中华人民共和国四川省乐山市市中区下辖的一个乡镇级行政单位。2019年12月，撤乡设镇。

## 行政区划
剑峰镇下辖以下地区：
白马埂社区、凉风村、牛心村、团结村、友爱村、联合村、共和村、桂花村、五星村、白蜡村、新塘村、石桥村和群乐村。